# Jezernice (Přerovi járás)
Jezernice település Csehországban, Přerovi járásban. Jezernice Týn nad Bečvou, Milenov, Lipník nad Bečvou és Hranice településekkel határos. Lakosainak száma 661 fő (2024. január 1.).

## Népesség
A település lakosságának változását az alábbi diagram mutatja:
| Lakosok száma | 816  | 896  | 859  | 748  | 713  | 674  | 652  | 663  | 661  | 661  |
|               | 1869 | 1890 | 1921 | 1950 | 1980 | 2001 | 2017 | 2019 | 2022 | 2024 |